# 앨런 긴즈버그
앨런 긴즈버그(Allen Ginsberg, 1926년 6월 3일 ~ 1997년 4월 5일)는 미국의 시인이자 1950년대 비트 제너레이션의 지도적인 시인들 가운데 한 명이다. 그는 군국주의, 물질주의, 성적 억압에 반대하였다.

## 같이 보기
- 비트 제너레이션
- 헝그리 제너레이션